# Max Roach

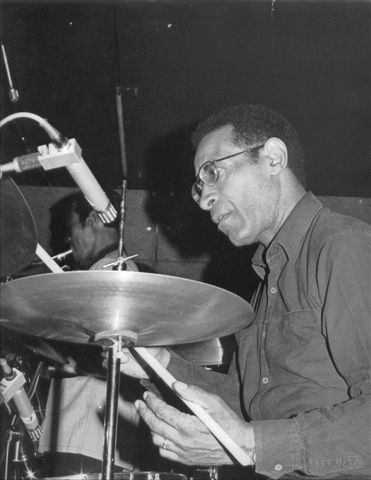
Max Roach, 1979

Maxwell Lemuel „Max“ Roach (* 10. Januar 1924 im Newland Township, North Carolina; † 16. August 2007 in New York City, New York) war ein US-amerikanischer Jazz-Schlagzeuger und Komponist.
Er wurde bekannt als Bebop- und Hard-Bop-Musiker, der mit den bedeutendsten Jazzmusikern wie Dizzy Gillespie, Charlie Parker, Duke Ellington, Charles Mingus, Miles Davis und Sonny Rollins aufgetreten ist. Roach gilt als einer der einflussreichsten Schlagzeuger in der Geschichte des Jazz.

## Leben und Wirken
Max Roach war der Sohn von Alphonse und Cressie Roach; seine Familie zog nach Brooklyn (New York City) um, als er vier Jahre alt war. Er wuchs in einer musikalischen Familie auf. Seine Mutter war eine Gospelsängerin. Er selbst begann schon in frühen Jahren, Signaltrompete in Marching Bands zu spielen. Im Alter von zehn Jahren spielte er Schlagzeug in einigen Gospelbands. Mit 16 hatte er seinen ersten großen Auftritt – er ersetzte bei einem Konzert des Duke Ellington Orchestra in New York Sonny Greer.

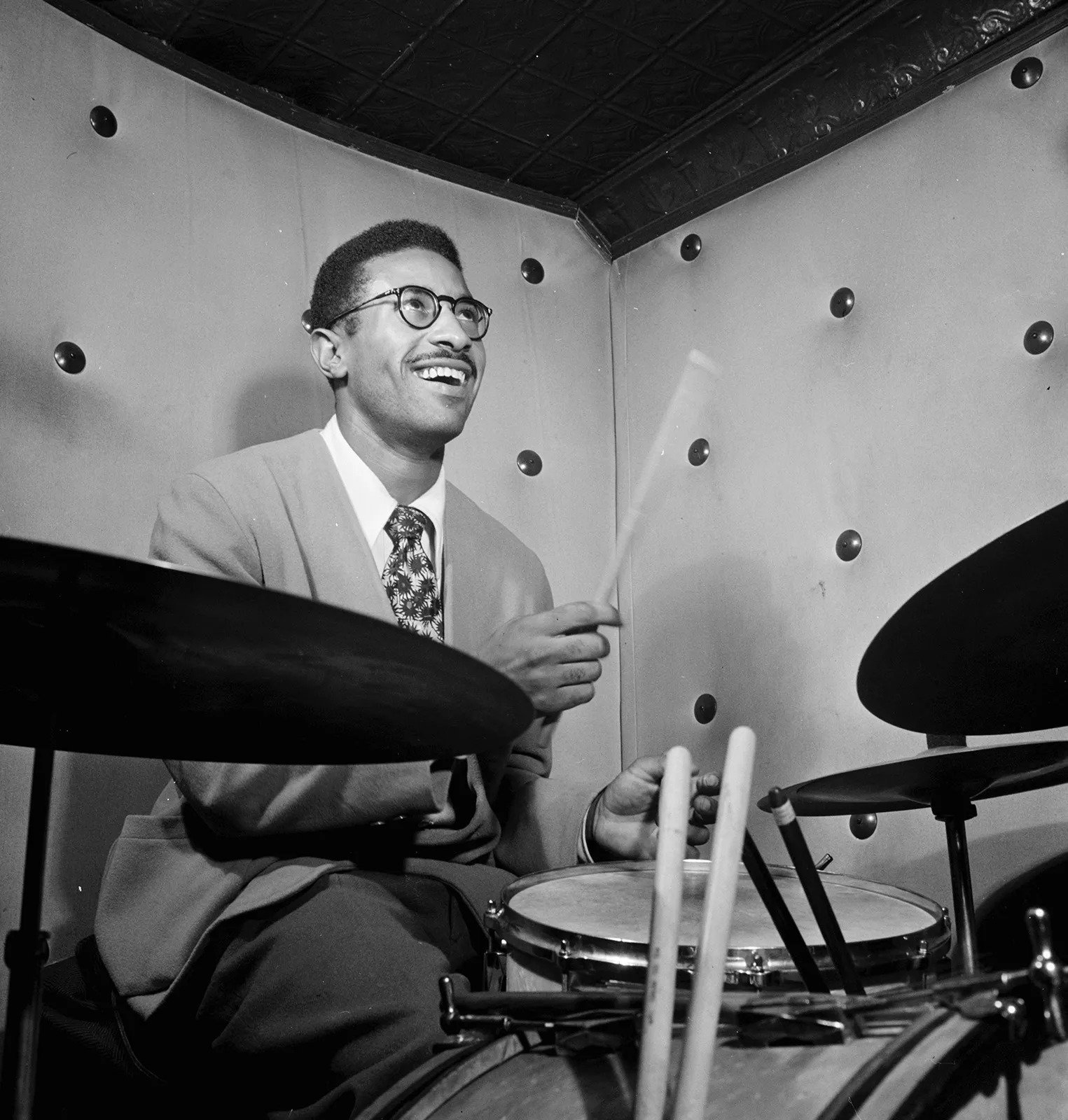
Max Roach, Three Deuces, NYC, ca. Oktober 1947 (Fotografie von William P. Gottlieb)

Er studierte bis zum Abschluss 1952 an der Manhattan School of Music Komposition und Musiktheorie. Währenddessen war Roach bereits gelegentlich in Minton’s Playhouse bei Bands eingestiegen, bevor er den Platz Kenny Clarkes in der Band von Coleman Hawkins (1943) übernahm. 1944 spielte er mit Dizzy Gillespie, aber auch kurzzeitig bei Duke Ellington und war dann ein Jahr in der Band von Benny Carter. Er war einer der ersten Bebop-Schlagzeuger: 1945 war er in der Big Band von Gillespie beschäftigt, trat aber auch mit Charlie Parker in den Clubs auf. 1946 spielte er mit Stan Getz, um anschließend bis 1949 in der Band von Parker zu arbeiten, mit der er im Mai 1949 auf dem Pariser Festival International 1949 de Jazz auftrat. Anschließend leitete er eigene Gruppen.
Im Jahr 1952 gründete Max Roach zusammen mit Charles Mingus das Musiklabel Debut Records, das vermutlich erste Independent-Label in Musikerbesitz. Auf Debut Records erschien 1953 auch sein eigenes Debüt als Bandleader, zwei Sessions, die Roach im April mit dem Saxophonisten Hank Mobley eingespielt hatte und die heute unter dem Titel The Max Roach Quartet featuring Hank Mobley in Umlauf sind. Auch nahm er mit Mingus mehrere Platten auf, darunter das denkwürdige Jazz at Massey Hall-Konzert 1953 mit Parker, Gillespie und Bud Powell. Anschließend arbeitete er in Kalifornien, wo er gemeinsam mit dem Trompeter Clifford Brown ein Quintett leitete, zu dem auch Sonny Rollins und der Pianist Richie Powell, der Bruder von Bud Powell, gehörten. Mit dieser Gruppe schuf er den Hard-Bop-Stil. Wegen des plötzlichen Unfalltodes 1956 von Brown und Richie Powell stürzte Roach in Depressionen und Alkoholismus.
1960 nahm er das Konzeptalbum We Insist! Freedom Now Suite auf, in dem er mit Coleman Hawkins, Babatunde Olatunji und der Sängerin Abbey Lincoln auf überzeugende Weise die politische Botschaft der Bürgerrechtsbewegung umsetzte. We Insist! Freedom Now Suite wurde zu einem Thema auch für Choreografen, Filmemacher und Off-Broadway-Bühnenstücken. Wegen dieser Aufnahme wurde Roach in den 1960er Jahren von den Plattenfirmen boykottiert. Wie schon dort arbeitete er in seiner späteren Gruppe M’Boom mit weiteren Perkussionisten und Schlagzeugern zusammen. 1962 kam es zur Zusammenarbeit mit Duke Ellington (Money Jungle), 1964 mit Hasaan Ibn Ali, dem er zu seiner ersten (und lange Zeit einzigen) Aufnahme verhalf.
Zu seiner Band gehörten Musiker wie Donald Byrd, Kenny Dorham, Booker Little, George Coleman, Stanley Turrentine, Billy Harper, Mal Waldron, Ray Bryant, Odean Pope oder Cecil Bridgewater. Für besondere Projekte integrierte er in diese Band Gesangssolisten, aber auch Chöre und ein Streichquartett. In den 1970ern und 1980ern spielte er häufig Duos mit Archie Shepp, Anthony Braxton, Cecil Taylor, Connie Crothers und Abdullah Ibrahim. In den 1980er Jahren arbeitete er auch mit einem Doppelquartett, bestehend aus seinem eigenen Ensemble und dem Uptown String Quartet. Als einer der ersten Jazzmusiker hat er mit Rappern und Breakern zusammengearbeitet.

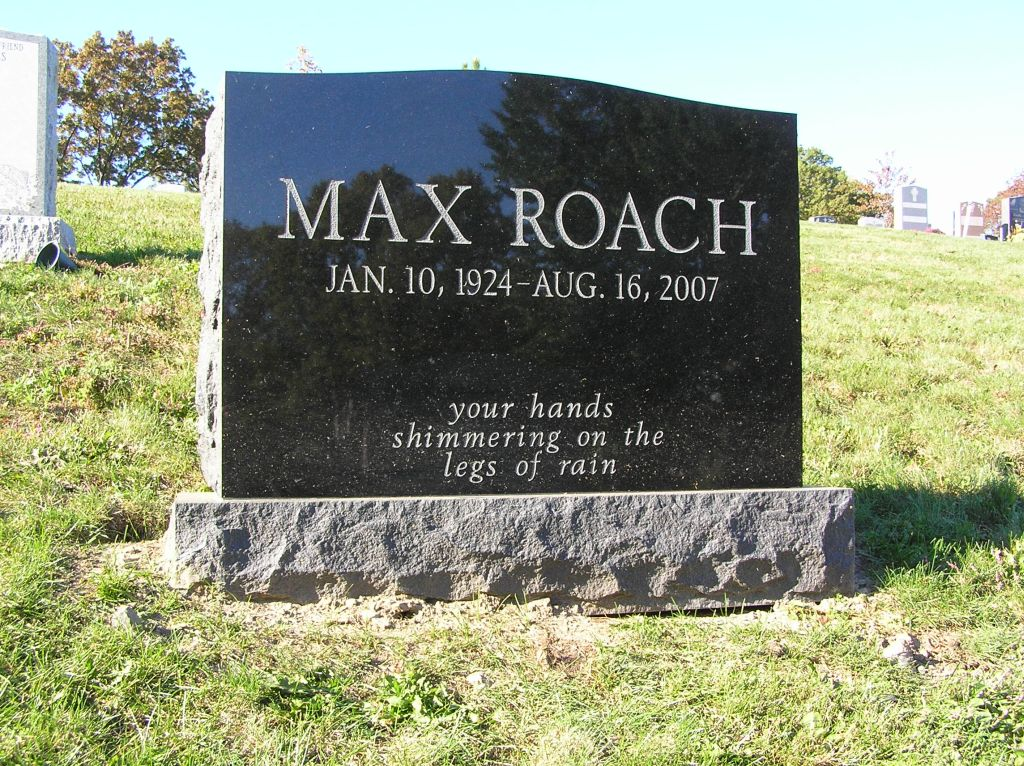
Roachs Grab in der Bronx

Ab 1972 war Max Roach Professor an der Musikfakultät der University of Massachusetts in Amherst, bis er sich 2002 wegen einer Alzheimer-Erkrankung zurückzog. Max Roach starb im Alter von 83 Jahren am 16. August 2007 in einem New Yorker Krankenhaus.

## Familie
In seiner ersten Ehe war er mit Mildred Roach verheiratet, mit der er zwei Kinder hatte, seinen Sohn Daryl und Tochter Maxine, die heute Violinistin ist und das Uptown String Quartet begründet hat. 1954 begegnete er der Sängerin Barbara Jai (Johnson); aus dieser Verbindung stammt Sohn Raoul Jordu. Roach war von 1962 bis 1970 mit der Sängerin Abbey Lincoln verheiratet, die er auf zahlreichen Alben begleitete. Aus seiner dritten Ehe mit Janus Adams Roach kommen die Zwillingstöchter Ayodele und Dara Rasheeda.

## Auszeichnungen
Max Roach erhielt die Jazz Masters Fellowship für das Jahr 1984. Die mit 25 000 US-Dollar dotierte Anerkennung der staatlichen NEA-Stiftung ist die höchste Auszeichnung für Jazzmusiker in den USA.
Im Jahr 1988 war er MacArthur Fellow, 1991 wurde er zum Ehrenmitglied der American Academy of Arts and Letters gewählt.
Die University of Pennsylvania verlieh ihm 2004 die Ehrendoktorwürde.

## Diskographische Hinweise
- The Max Roach Quartet featuring Hank Mobley (Debut Records; bestehend aus den beiden ursprünglich separaten 10"-LPs Max Roach Septet (10. April) und Max Roach Quartet (14. April))
- Brown and Roach Incorporated (EmArcy, 1954)
- Jazz in 3/4 Time (EmArcy, 1957)
- Max Roach with the Boston Percussion Ensemble (EmArcy, 1958)
- We Insist! Freedom Now Suite (Candid, 1960)
- Percussion Bitter Sweet (Impulse! Records, 1961) mit Mal Waldron, Julian Priester, Eric Dolphy, Booker Little, Eugenio Arango
- It's time (Impulse! Records, 1962) Max Roach his chorus and orchestra, mit Abbey Lincoln, Richard Williams, Clifford Jordan, Julian Priester, Art Davis, Mal Waldron
- Drums Unlimited (Atlantic, 1965) mit James Spaulding, Freddie Hubbard, Ronnie Mathews, Jymie Merritt, Roland Alexander
- Re:Percussion (Strata-East Records, 1973) mit M’Boom
- Solos (Baystate, 1977)
- Birth And Rebirth (Black Saint, 1978) Duo mit Anthony Braxton
- Swish (New Artists, 1982) Duo mit Connie Crothers
- Max Roach Double Quartet Live at Vielharmonic  (Soul Note, 1983)
- Live at S.O.B.'s New York (Blue Moon Records, 1992) mit M’Boom
- Max Roach with the New Orchestra of Boston and the So What Brass Quintet (Blue Note, 1993)

als Sideman
- Charlie Parker & Dizzy Gillespie: Town Hall, New York City, June 22, 1945
- Charlie Parker: The Complete Savoy Studio Recordings (1945–48)
- J. J. Johnson: Mad Be Bop (1946)
- Miles Davis: Birth of the Cool (1949–50, ed. 1957)
- Jazz at Massey Hall  (auch The Greatest Jazz Concert Ever) (mit Charlie Parker, Charles Mingus, Bud Powell, Dizzy Gillespie, 1953)
- Charles Mingus: The Charles Mingus Quartet plus Max Roach (1955)
- Sonny Rollins: Saxophone Colossus (1956)

## Sammlung
- The Complete Mercury Max Roach Plus Four Sessions (1956–1960) – (Mosaic Records 2000) – 7 CDs mit Kenny Dorham, Sonny Rollins, Ray Bryant, George Morrow, Billy Wallace, Hank Mobley, George Coleman, Nelson Boyd, Booker Little, Eddie Baker p, Bob Cranshaw, Ray Draper, Art Davis, Julian Priester, Tommy Turrentine, Stanley Turrentine, Bob Boswell b, Willie Dennis, Phil Woods, John Bunch, Phil Leshin b, Buddy Rich, Gigi Gryce arr, Abbey Lincoln

### Nachrufe
- „Max Roach, a Founder of Modern Jazz, Dies at 83“, New York Times, 16. August 2007
- „Zum Tod von Max Roach: Swing den Protest“, Spiegel Online, 17. August 2007
- „Trommelwirbel. Freiheit, ein Ort“. In: Tagesspiegel. 17. August 2007 (Online).
- „Sing dein eigenes Lied!“, Die Zeit, 23. August 2007

### Musikbeispiele
- Max Roach: Drum Conversation auf YouTube
- Max Roach feat. Hank Mobley: Crackle Hut auf YouTube
- Duke Ellington, Charlie Mingus, Max Roach: Money Jungle auf YouTube